# Sebranice (Pardubice)
Sebranice è un comune della Repubblica Ceca facente parte del distretto di Svitavy, nella regione di Pardubice.